# Kasia Cerekwicka
Kasia Cerekwicka (tên khai sinh Katarzyna Cerekwicka; sinh ngày 17 tháng 3 năm 1980 tại Koszalin, Ba Lan) là một nữ ca sĩ nhạc pop người Ba Lan. Cô đã tập hát từ khi còn nhỏ tuổi. Năm 1997, tức năm 17 tuổi, cô đã đăng quang tại chương trình Szansa na sukces ("Chance for Success") nổi tiếng của Ba Lan.

## Sự nghiệp
Cô đã ghi âm 4 album. Album đầu tiên là Mozaika từ năm 2000. Năm 2007 Kasia thừa nhận cô không hề thích Mozaika và không ngạc nhiên khi album không nổi tiếng tại Ba Lan. Album kế tiếp của cô là Feniks ("Fenix"). Năm 2006 cô đem bài hát "Na kolana" ("On your Knees") của mình đi tranh tài tại cuộc thi Piosenka dla Europy 2006 cho đến Eurovision Song Contest 2006; tại cuộc thi này cô đã kết thúc ở vị trí số 1 cùng Ich Troje nhưng chiếu theo luật thì nhóm được cử đi đại diện cho Ba Lan ở Eurovision do điểm bầu chọn trên truyền hình cao hơn, sau đó họ kết thúc ở vị trí số 11 ở vòng bán kết, nhưng đối với Kasia, bài hát của cô trở thành bài hit của năm tại Ba Lan và một số quốc gia khác của châu Âu. "Ostatnia Szansa" ("Last Chance") là đĩa đơn thứ hai của cô trích từ album Feniks và bài hát đã giành ngôi quán quân trên MTV Ba Lan. Kế đó cô phát hành đĩa đơn thứ 3 mang tên "Potrafię kochać" ("I can love").
Album thứ hai của Kasia Cerekwicka, Feniks đã nâng tầm sự nghiệp của cô lên hàng ngũ siêu sao ca nhạc. Trong khi hai bài hit đình đám "Na Kolana" và "Potrafię kochać" làm mưa làm gió khắp Ba Lan, album phòng thu thứ hai của cô nhanh chóng giành chứng chỉ bạch kim danh giá. Cô đã thắng giải Superjedynka cho Thu âm của năm, sau đó tiếp tục gặt hái một số danh hiệu tại nhạc hội Opole Festival và kế đó là giật giải của Karlshamn Baltic Festival 2006 tại Thụy Điển vào ngày 22 tháng 7 với ca khúc "Na Kolana".

## Danh sách đĩa nhạc

### Album phòng thu
| Mozaika                                                                                       | - Phát hành: 30 tháng 10 năm 2000 - Hãng đĩa: BMG Poland - Định dạng: CD                        | —  |                |             |
| Feniks                                                                                        | - Phát hành: 20 tháng 2 năm 2006 - Hãng đĩa: Sony BMG Poland - Định dạng: CD, tải kĩ thuật số   | 7  | - POL: 15.000+ | - POL: Vàng |
| Pokój 203                                                                                     | - Phát hành: 8 tháng 10 năm 2007 - Hãng đĩa: Sony BMG Poland - Định dạng: CD, tải kĩ thuật số   | 6  | - POL: 15.000+ | - POL: Vàng |
| Fe-Male                                                                                       | - Phát hành: 31 tháng 5 năm 2010 - Hãng đĩa: Sony Music Poland - Định dạng: CD, tải kĩ thuật số | 11 |                |             |
| "—" chỉ một bản nhạc không được phát hành hoặc không lọt vào bảng xếp hạng của thị trường đó. |                                                                                                 |    |                |             |

### Video âm nhạc
| Tựa                             | Năm  | Đạo diễn         | Album            | Chú thích |
| ------------------------------- | ---- | ---------------- | ---------------- | --------- |
| "Ostatnia szansa"               | 2006 | Kuba Łubniewski  | Feniks           | [ 14 ]    |
| "Potrafię kochać"               | 2006 | Iza Poniatowska  | Feniks           | [ 15 ]    |
| "Na kolana"                     | 2006 | Mariusz Palej    | Feniks           | [ 16 ]    |
| "S.O.S."                        | 2007 | —                | Pokój 203        | [ 17 ]    |
| "Zostań"                        | 2007 | —                | Pokój 203        | [ 18 ]    |
| "Nie ma nic"                    | 2008 | —                | non-album single | [ 19 ]    |
| "Książe"                        | 2010 | Jacek Kościuszko | Fe-Male          | [ 20 ]    |
| "Wszystko czego chce od ciebie" | 2011 | Iza Poniatowska  | Fe-Male          | [ 21 ]    |